# Perissus fulvopictus
Perissus fulvopictus är en skalbaggsart som beskrevs av Masaki Matsushita 1933. Perissus fulvopictus ingår i släktet Perissus och familjen långhorningar.
Artens utbredningsområde är Taiwan. Inga underarter finns listade i Catalogue of Life.